# Josué Anunciado de Oliveira
Josué Anunciato de Oliveira – becenevén Josué – (született: 1979. július 19., Vitória de Santo Antão, Brazília), a VfL Wolfsburg és a brazil válogatott középpályása.

## Klubpályafutása
Josué a Goiás Esporte Clube klubban  kezdte pályafutását, még mielőtt 2005-ben a São Paulo klubhoz szerződött. A São Paulóval megnyerte a brazil első osztályú bajnokságot, a Copa Libertadores kupát és a FIFA-klubvilágbajnokságot. 2007 augusztusában szerződött a Wolfsburghoz.

## Nemzetközi pályafutása
Nemzetközi szinten 2007. március 27-én mutatkozott be a ghánai labdarúgó-válogatott elleni barátságos mérkőzésen. Tagja volt annak a brazil válogatottnak, amelyik 2007-ben megnyerte a 2007-es Copa América tornát. Első válogatott gólját is ezen a tornán szerezte a chilei labdarúgó-válogatott elleni mérkőzésen, melyet Brazília 6-1 arányban megnyert.
2009. június 28-ig:
| Válogatott | Klub      | Szezon    | Mérkőzések | Gólok |
| ---------- | --------- | --------- | ---------- | ----- |
| Brazília   | São Paulo | 2007      | 7          | 1     |
| Brazília   | Wolfsburg | 2007–2008 | 9          | 0     |
| Brazília   | Wolfsburg | 2008–2009 | 9          | 0     |
| Összesen   | Összesen  | Összesen  | 25         | 1     |

| Válogatott mérkőzései és góljai | Válogatott mérkőzései és góljai | Válogatott mérkőzései és góljai    | Válogatott mérkőzései és góljai | Válogatott mérkőzései és góljai | Válogatott mérkőzései és góljai | Válogatott mérkőzései és góljai            |
| #                               | Dátum                           | Helyszín                           | Ellenfél                        | Eredmény                        | Gól                             | Torna                                      |
| 1999                            | 1999                            | 1999                               | 1999                            | 1999                            | 1999                            | 1999                                       |
| ------------------------------- | ------------------------------- | ---------------------------------- | ------------------------------- | ------------------------------- | ------------------------------- | ------------------------------------------ |
|                                 | 1999. április 7.                | Brazíliaváros, Brazília            | Egyesült Államok                | 7–0                             | 0                               | barátságos mérkőzés (Brazil U-23)          |
| 2007                            |                                 |                                    |                                 |                                 |                                 |                                            |
| 1.                              | 2007. március 27.               | Stockholm, Svédország              | Ghána                           | 1–0                             | 0                               | barátságos mérkőzés                        |
| 2.                              | 2007. június 5.                 | Dortmund, Németország              | Törökország                     | 0–0                             | 0                               | barátságos mérkőzés                        |
| 3.                              | 2007. július 1.                 | Maturín, Venezuela                 | Chile                           | 3–0                             | 0                               | Copa América 2007                          |
| 4.                              | 2007. július 4.                 | Puerto la Cruz, Venezuela          | Ecuador                         | 1–0                             | 0                               | Copa América 2007                          |
| 5.                              | 2007. július 7.                 | Puerto la Cruz, Venezuela          | Chile                           | 6–1                             | 1                               | Copa América 2007                          |
| 6.                              | 2007. július 10.                | Maracaibo, Venezuela               | Uruguay                         | 2–2                             | 0                               | Copa América 2007                          |
| 7.                              | 2007. július 15.                | Maracaibo, Venezuela               | Argentína                       | 3–0                             | 0                               | Copa América 2007                          |
| 2007–2008                       |                                 |                                    |                                 |                                 |                                 |                                            |
| 8.                              | 2007. augusztus 22.             | Montpellier, Franciaország         | Algéria                         | 2–0                             | 0                               | barátságos mérkőzés                        |
| 9.                              | 2007. szeptember 12.            | Boston, Amerikai Egyesült Államok  | Mexikó                          | 3–1                             | 0                               | barátságos mérkőzés                        |
| 10.                             | 2007. október 14.               | Bogotá, Colombia                   | Kolumbia                        | 0–0                             | 0                               | 2010-es labdarúgó-világbajnokság-selejtező |
| 11.                             | 2007. november 21.              | São Paulo, Brazília                | Uruguay                         | 2–1                             | 0                               | 2010-es labdarúgó-világbajnokság-selejtező |
| 12.                             | 2008. február 6.                | Dublin, Írország                   | Írország                        | 1–0                             | 0                               | barátságos mérkőzés                        |
| 13.                             | 2008. március 26.               | London, Anglia                     | Svédország                      | 1–0                             | 0                               | barátságos mérkőzés                        |
| 14.                             | 2008. május 31.                 | Seattle, Amerikai Egyesült Államok | Kanada                          | 3–2                             | 0                               | barátságos mérkőzés                        |
| 15.                             | 2008. június 6.                 | Boston, Amerikai Egyesült Államok  | Venezuela                       | 0–2                             | 0                               | barátságos mérkőzés                        |
| 16.                             | 2008. június 15.                | Asunción, Paraguay                 | Paraguay                        | 0–2                             | 0                               | 2010-es labdarúgó-világbajnokság-selejtező |
| 2008–2009                       |                                 |                                    |                                 |                                 |                                 |                                            |
| 17.                             | 2008. szeptember 7              | Santiago, Chile                    | Chile                           | 3–0                             | 0                               | 2010-es labdarúgó-világbajnokság-selejtező |
| 18.                             | 2008. szeptember 10             | Rio de Janeiro, Brazil             | Bolívia                         | 0–0                             | 0                               | 2010-es labdarúgó-világbajnokság-selejtező |
| 19.                             | 2008. október 10.               | San Cristóbal, Venezuela           | Venezuela                       | 4–0                             | 0                               | 2010-es labdarúgó-világbajnokság-selejtező |
| 20.                             | 2008. október 10                | Rio de Janeiro, Brazília           | Kolumbia                        | 0–0                             | 0                               | 2010-es labdarúgó-világbajnokság-selejtező |
| 21.                             | 2008. november 19               | Brazíliaváros, Brazília            | Portugália                      | 6–2                             | 0                               | barátságos mérkőzés                        |
| 22.                             | 2009. február 10.               | London, Anglia                     | Olaszország                     | 2–0                             | 0                               | barátságos mérkőzés                        |
| 23.                             | 2009. március 29                | Quito, Ecuador                     | Ecuador                         | 1–1                             | 0                               | 2010-es labdarúgó-világbajnokság-selejtező |
| 24.                             | 2009. június 6                  | Montevideo, Uruguay                | Uruguay                         | 4–0                             | 0                               | 2010-es labdarúgó-világbajnokság-selejtező |
| 25.                             | 2009. június 21                 | Pretoria, Dél-afrikai Köztársaság  | Olaszország                     | 3–0                             | 0                               | 2009-es konföderációs-kupa                 |

## Díjai
Goiás
- Goiás állam bajnoksága: 1997, 1998, 1999, 2000, 2002, 2003
- Brazil labdarúgó-bajnokság, másodosztály: 1999
- Közép-nyugati bajnokság: 2000, 2001, 2002

São Paulo
- Campeonato Paulista: 2005
- Copa Libertadores: 2005
- FIFA-klubvilágbajnokság: 2005
- Brazil labdarúgó-bajnokság, első osztály: 2006, 2007

Wolfsburg
- Német labdarúgó-bajnokság, első osztály: 2008-09

Brazília
- Copa América: 2007
- Konföderációs kupa: 2009

## Külső hivatkozások
- Josué profilja a Kicker.de oldalon (német nyelven)
- sambafoot
- zerozero.pt